# Chamicuros
Els chamicuros són una ètnia de l'Amazònia peruana que habiten les ribes del riu Huallaga al districte de Lagunas, província d'Alt Amazones (departament de Loreto). Els chamicuros s'autodenominen Arahuaca i parlen la llengua chamicuro que forma part de la família lingüística arawak. Són un total de 126 persones, de les que només dues parlen la llengua.

## Història
Quan les primeres expedicions europees van ingressar a l'Amazònia es van trobar amb els chamicuros a la capçalera del riu Samiria i mantenien guerres amb els desapareguts "aguanos", raó per la qual els espanyols van començar a témer-los.
En 1698 van sofrir una epidèmia de verola, de la qual només van sobreviure 500 chamicuros, per aquesta raó van ser traslladats a Santiago de la Laguna al riu Huallaga.
Durant la febre del cautxú, un grup va ser portat com a mà d'obra cap al riu Yavarí i fins i tot cap al Brasil, així com al Riu Napo. Per a 1920 un gran nombre de famílies es va traslladar cap a Iquitos perdent la seva llengua. En l'actualitat existeix una comunitat a Pampa Bella, en un ex-fonc en el que van treballar al comandament d'un patró. Cohabiten la zona juntament amb els cocama-cocamilla dels qui són veïns.